# Gran Premio di Spagna 1993
Il Gran Premio di Spagna 1993 è stato un Gran Premio di Formula 1 disputato il 9 maggio 1993 sul Circuito di Catalogna di Montmeló. La gara è stata vinta da Alain Prost su Williams.

## Qualifiche
Prost conquista la quinta pole position consecutiva, ancora una volta davanti al compagno di squadra Hill; terzo tempo per Senna, staccato di quasi due secondi dal francese. Seguono Schumacher, Patrese, Wendlinger, Andretti, Alesi, Lehto e Herbert.

### Classifica
| Pos                     | No | Pilota               | Costruttore               | Tempo    | Distacco |
| ----------------------- | -- | -------------------- | ------------------------- | -------- | -------- |
| 1                       | 2  | Alain Prost          | Williams - Renault        | 1:17.809 |          |
| 2                       | 0  | Damon Hill           | Williams - Renault        | 1:18.346 | +0.537   |
| 3                       | 8  | Ayrton Senna         | McLaren - Ford            | 1:19.722 | +1.913   |
| 4                       | 5  | Michael Schumacher   | Benetton - Ford           | 1:20.520 | +2.711   |
| 5                       | 6  | Riccardo Patrese     | Benetton - Ford           | 1:20.600 | +2.791   |
| 6                       | 29 | Karl Wendlinger      | Sauber - Ilmor            | 1:21.203 | +3.394   |
| 7                       | 7  | Michael Andretti     | McLaren - Ford            | 1:21.360 | +3.551   |
| 8                       | 27 | Jean Alesi           | Ferrari                   | 1:21.767 | +3.958   |
| 9                       | 30 | Jyrki Järvilehto     | Sauber - Ilmor            | 1:22.047 | +4.238   |
| 10                      | 12 | Johnny Herbert       | Lotus - Ford              | 1:22.470 | +4.661   |
| 11                      | 28 | Gerhard Berger       | Ferrari                   | 1:22.655 | +4.846   |
| 12                      | 26 | Mark Blundell        | Ligier - Renault          | 1:22.708 | +4.899   |
| 13                      | 19 | Philippe Alliot      | Larrousse - Lamborghini   | 1:22.887 | +5.078   |
| 14                      | 20 | Érik Comas           | Larrousse - Lamborghini   | 1:22.904 | +5.095   |
| 15                      | 11 | Alessandro Zanardi   | Lotus - Ford              | 1:23.026 | +5.217   |
| 16                      | 9  | Derek Warwick        | Footwork - Mugen-Honda    | 1:23.086 | +5.277   |
| 17                      | 14 | Rubens Barrichello   | Jordan - Hart             | 1:23.232 | +5.423   |
| 18                      | 25 | Martin Brundle       | Ligier - Renault          | 1:23.357 | +5.548   |
| 19                      | 10 | Aguri Suzuki         | Footwork - Mugen-Honda    | 1:23.432 | +5.623   |
| 20                      | 23 | Christian Fittipaldi | Minardi - Ford            | 1:23.449 | +5.640   |
| 21                      | 15 | Thierry Boutsen      | Jordan - Hart             | 1:23.464 | +5.655   |
| 22                      | 22 | Luca Badoer          | Scuderia Italia - Ferrari | 1:24.268 | +6.459   |
| 23                      | 3  | Ukyo Katayama        | Tyrrell - Yamaha          | 1:24.291 | +6.482   |
| 24                      | 4  | Andrea De Cesaris    | Tyrrell - Yamaha          | 1:24.358 | +6.549   |
| 25                      | 24 | Fabrizio Barbazza    | Minardi - Ford            | 1:24.399 | +6.590   |
| Vetture non qualificate |    |                      |                           |          |          |
| NQ                      | 21 | Michele Alboreto     | Scuderia Italia - Ferrari | 1:25.396 | +7.587   |

## Gara
Alla partenza si verifica uno strano imprevisto, con il semaforo che da rosso diventa, anziché verde, giallo lampeggiante; il via è però regolare, con Hill che prende il comando della corsa davanti a Prost, Senna, Schumacher, Patrese, Andretti ed Alesi. All'undicesimo passaggio Prost sopravanza il compagno di squadra; i due fanno gara a parte e da metà gara in poi l'inglese sembra in grado di insidiare Prost, ma si deve ritirare al 42º giro per la rottura del motore. Senna guadagna quindi la seconda posizione, ma per un errore durante un cambio gomme ai box è avvicinato da Schumacher, che deve però rinunciare all'inseguimento, dopo che la Lotus del doppiato Zanardi, rompendo il motore davanti a lui, semina olio e lo costringe a una breve escursione fuoripista.  Prost vince davanti a Senna, Schumacher, Patrese, Andretti (ai primi punti in carriera) e Berger.
Per la prima ed ultima volta nella storia della F1, in questo Gran Premio sono saliti sul podio 3 dei più grandi piloti della storia della Formula 1: Prost, Senna e Schumacher.

### Classifica
| Pos          | No | Pilota               | Costruttore               | Giri | Tempo/Ritiro              | Partenza | Punti |
| ------------ | -- | -------------------- | ------------------------- | ---- | ------------------------- | -------- | ----- |
| 1            | 2  | Alain Prost          | Williams - Renault        | 65   | 1:32:27.685               | 1        | 10    |
| 2            | 8  | Ayrton Senna         | McLaren - Ford            | 65   | +16.873                   | 3        | 6     |
| 3            | 5  | Michael Schumacher   | Benetton - Ford           | 65   | +27.125                   | 4        | 4     |
| 4            | 6  | Riccardo Patrese     | Benetton - Ford           | 64   | +1 giro                   | 5        | 3     |
| 5            | 7  | Michael Andretti     | McLaren - Ford            | 64   | +1 giro                   | 7        | 2     |
| 6            | 28 | Gerhard Berger       | Ferrari                   | 63   | +2 giri                   | 11       | 1     |
| 7            | 26 | Mark Blundell        | Ligier - Renault          | 63   | +2 giri                   | 12       |       |
| 8            | 23 | Christian Fittipaldi | Minardi - Ford            | 63   | +2 giri                   | 20       |       |
| 9            | 20 | Érik Comas           | Larrousse - Lamborghini   | 63   | +2 giri                   | 14       |       |
| 10           | 10 | Aguri Suzuki         | Footwork - Mugen-Honda    | 63   | +2 giri                   | 19       |       |
| 11           | 15 | Thierry Boutsen      | Jordan - Hart             | 62   | +3 giri                   | 21       |       |
| 12           | 14 | Rubens Barrichello   | Jordan - Hart             | 62   | +3 giri                   | 17       |       |
| 13           | 9  | Derek Warwick        | Footwork - Mugen-Honda    | 62   | +3 giri                   | 16       |       |
| 14           | 11 | Alessandro Zanardi   | Lotus - Ford              | 60   | Motore                    | 15       |       |
| Ritirato     | 30 | Jyrki Järvilehto     | Sauber - Ilmor            | 53   | Motore                    | 9        |       |
| Ritirato     | 22 | Luca Badoer          | Scuderia Italia - Ferrari | 43   | Frizione                  | 22       |       |
| Ritirato     | 29 | Karl Wendlinger      | Sauber - Ilmor            | 42   | Pressione della benzina   | 6        |       |
| Squalificato | 4  | Andrea De Cesaris    | Tyrrell - Yamaha          | 42   | Squalificato              | 24       |       |
| Ritirato     | 0  | Damon Hill           | Williams - Renault        | 41   | Motore                    | 2        |       |
| Ritirato     | 27 | Jean Alesi           | Ferrari                   | 40   | Motore                    | 8        |       |
| Ritirato     | 24 | Fabrizio Barbazza    | Minardi - Ford            | 37   | Incidente                 | 25       |       |
| Ritirato     | 19 | Philippe Alliot      | Larrousse - Lamborghini   | 26   | Cambio                    | 13       |       |
| Ritirato     | 25 | Martin Brundle       | Ligier - Renault          | 11   | Collisione con U.Katayama | 18       |       |
| Ritirato     | 3  | Ukyo Katayama        | Tyrrell - Yamaha          | 11   | Collisione con M.Brundle  | 23       |       |
| Ritirato     | 12 | Johnny Herbert       | Lotus - Ford              | 2    | Sospensione               | 10       |       |
| NQ           | 21 | Michele Alboreto     | Scuderia Italia - Ferrari | /    | Non qualificato           |          |       |

## Classifiche

### Piloti
| Pos | Pilota               | Punti |
| --- | -------------------- | ----- |
| 1   | Alain Prost          | 34    |
| 2   | Ayrton Senna         | 32    |
| 3   | Michael Schumacher   | 14    |
| 4   | Damon Hill           | 12    |
| 5   | Mark Blundell        | 6     |
| 5   | Johnny Herbert       | 6     |
| 7   | Jyrki Järvilehto     | 5     |
| 7   | Riccardo Patrese     | 5     |
| 9   | Martin Brundle       | 4     |
| 10  | Christian Fittipaldi | 3     |
| 11  | Philippe Alliot      | 2     |
| 11  | Gerhard Berger       | 2     |
| 11  | Michael Andretti     | 2     |
| 11  | Fabrizio Barbazza    | 2     |
| 15  | Alessandro Zanardi   | 1     |

### Costruttori
| Pos | Team                    | Punti |
| --- | ----------------------- | ----- |
| 1   | Williams - Renault      | 46    |
| 2   | McLaren - Ford          | 34    |
| 3   | Benetton - Ford         | 19    |
| 4   | Ligier - Renault        | 10    |
| 5   | Lotus - Ford            | 7     |
| 6   | Sauber - Ilmor          | 5     |
| 6   | Minardi - Ford          | 5     |
| 8   | Larrousse - Lamborghini | 2     |
| 8   | Ferrari                 | 2     |

## Fonti
- GpUpdate.com [collegamento interrotto], su f1.gpupdate.net. URL consultato il 31 maggio 2009.
- Teamdan.com, su silhouet.com. URL consultato il 31 maggio 2009.
- Grandprix.com. URL consultato il 31 maggio 2009.